# Eric Clerckx
Eric Clerckx, né à Lummen le 13 mai 1964 , est un acteur belge flamand.

## Biographie
Eric Clerckx a quinze ans quand il joue dans De Witte van Sichem de Robbe De Hert, suivi un an plus tard du controversé Twee vorstinnen en een vorst. Eric Clerckx tournera encore trois fois sous la direction de Robbe De Hert.
Il est devenu consultant en informatique après sa carrière cinématographique.

## Filmographie
- 1980 : De Witte van Sichem : De Witte
- 1981 : Twee vorstinnen en een vorst (nl) : Levien
- 1984 : Zware jongens (nl) : Eric
- 1989 : Blueberry Hill : Stafke De Schepper
- 1995 : Brylcream Boulevard (nl) : Stafke